# IFK Arboga IK
Der IFK Arboga IK ist ein schwedischer Eishockeyklub aus Arboga. Die Mannschaft spielt seit 2019 in der Division 2  und trägt ihre Heimspiele in der Sparbanken Arena aus.

## Geschichte
Der IFK Arboga IK nahm lange Zeit an der damals noch zweitklassigen Division 1 teil. Als diese 1999 durch die HockeyAllsvenskan ersetzt wurde, nahm der Klub zunächst auch in dieser teil. In dieser konnte sich die Mannschaft ebenfalls etablieren, ehe sie in der Saison 2006/07 in die mittlerweile drittklassige Division 1 abstieg. Nach der Hauptrunde hatte die Mannschaft den vorletzten Platz belegt, jedoch anschließend freiwillig auf die Teilnahme an der Relegation verzichtet. Anschließend spielte die Mannschaft ununterbrochen in der dritten Ligenstufe, die später in Hockeyettan umbenannt wurde. Seit 2019 gehört der Klub nach einem weiteren Abstieg der Division 2 an.

## Bekannte ehemalige Spieler
- Nicholas Angell
- Anders Bastiansen
- Roland Eriksson
- Carl Gunnarsson
- Andrejs Ignatovičs
- Uno Öhrlund
- Grigorijs Panteļejevs
- Johan Rosén
- Aleksandrs Semjonovs